# Уильям Август, герцог Камберлендский
Принц Уильям Август, герцог Камберлендский (англ. Prince William Augustus, Duke of Cumberland; 15 апреля 1721 — 31 октября 1765) — третий сын короля Великобритании Георга II и Каролины Бранденбург-Ансбахской, известный военачальник.

## Биография
В 1745 году командовал английскими войсками в Нидерландах и потерпел поражение при Фонтенуа.
В том же году был вызван в Великобританию для действий против претендента Карла Эдуарда Стюарта и в сражении при Каллодене разбил его. За жестокое подавление якобитского восстания получил прозвище «Камберлендский мясник» (Butcher Cumberland).
Его последующие военные действия на континенте были неудачны: в 1747 году разбит французами при Лауфельде, а в начале Семилетней войны — при Хастенбеке (1757).
Потомства не оставил, умер холостым.
В честь герцога назван горный хребет и горное плато в Аппалачах.

## Источник текста
- Кумберланд Вильгельм-Август // Энциклопедический словарь Брокгауза и Ефрона : в 86 т. (82 т. и 4 доп.). — СПб., 1890—1907.

́